# تری فلوریدین
تری فلوریدین (به انگلیسی: Trifluridine)
رده درمانی: داروهای ضد ویروس
اشکال دارویی: قطره چشمی

## موارد مصرف
تری فلوریدین در درمان کراتیت هرپسی (التهاب قرنیه ناشی از ویروس تبخال) بکار می‌رود، هم کراتوکونژونکتیویت اولیه و هم عفونت هرپسی راجعه.

## مکانیسم اثر
تری فلوریدین آنالوگ نوکلئوزید پیریمیدین است و لذا مکانیسم اصلی عملکردش اختلال در همانند سازی دی ان ای ویروس است.

## عوارض جانبی
سوزش موقت، فتوفوبی، ورم پلک و قرنیه، انسداد مجرای اشکی، خشکی قرنیه و ادم استرومال.